# العلم المرح
العلم المرح (بالألمانية: Die fröhliche Wissenschaft), أيضًا مترجم إلى الحكمة المرحة أو علم المرح، كتاب ألفه فريدريك نيتشه نشر في 1882، ملحق بإصدار ثاني في 1887 بعد نهاية كتابة هكذا تكلم زرادشت، وما وراء الخير والشر.

## المحتوى
يعتبر كتاب «العلم المرح» تحضير للنظريات الكبيرة مثل: «العود الأبدي»، و«إرادة القوة» و«الإنسان المتفوق».